# Ford EXP
Der Ford EXP war ein vom US-amerikanischen Automobilhersteller Ford von 1981 bis 1988 produziertes Sportcoupé. Er basierte auf der Bodengruppe des amerikanischen Ford Escort. Das fast baugleiche Schwestermodell war der Mercury LN7.

## EXP (1981–1985)
Der EXP wurde im April 1981 in Nordamerika eingeführt; es handelte sich um ein dreitüriges, zweisitziges Heckklappencoupé und um den ersten reinen Zweisitzer, den Ford seit dem Thunderbird des Jahres 1957 im Programm hatte.
Angeboten wurde anfangs nur eine einzige Version, befeuert von einem 71 PS starken 1,6-Liter-Reihenvierzylinder. Gegen Ende des Modelljahres kam zusätzlich eine 81 PS-Variante des gleichen Motors ins Programm. Beide Motoren gab es zunächst in Verbindung mit einem Viergang-Schaltgetriebe oder einer Dreigangautomatik. Der LN7 unterschied sich vom EXP hauptsächlich durch eine gewölbte Heckscheibe und andere Rückleuchten.
1983 war der 81 PS-Motor gegen Aufpreis auch mit Fünfganggetriebe erhältlich; als dritte Motorvariante bot Ford eine Einspritzversion des 1,6-Liters an, die 89 PS leistete. Der Mercury LN7 wurde im Sommer 1983 wegen Erfolglosigkeit eingestellt.
1984 lancierte Ford den EXP Turbo mit 122 PS starkem 1,6-Liter, Sportfahrwerk, Turbo-Schriftzügen und viel mattschwarzem Lack. Der 71-PS-Motor entfiel, die Leistung des Einspritzers sank auf 85 PS. Alle EXP erhielten Heckscheibe und Rückleuchten des eingestellten LN7.
Die Produktion der ersten Generation endete im April 1985.

### Mercury LN7
Fords Schwestermarke Mercury hatte in den Modelljahren 1982 und 1983 ein Parallmodell zum EXP im Programm. Die Mercury-Version trug die Bezeichnung LN7. Sie stimmte technisch vollständig mit dem Ford EXP überein. Auch die Karosserie war nahezu identisch. Eine Besonderheit des Mercury war die konvex geformte Heckscheibe, die als Bubbleback bezeichnet wurde, und eine leicht veränderte Kühlermaske, die im Gegensatz zu den zwei waagerechten Schlitzen des EXP zehn rechteckige Lufteinlassöffnungen – zwei übereinander angeordnete Reihen aus jeweils fünf Öffnungen – hatte. Der Absatz des Mercury LN7 blieb weit hinter den Erwartungen zurück. Im ersten Modelljahr verkaufte Mercury 35.147 Autos, was etwa einem Drittel des Absatzes des Ford EXP entsprach; 1983 wurden nur noch 4500 Autos verkauft. Danach stellte Mercury das Modell ein. Im Segment der kompakten Zweitürer war Mercury danach nur noch mit dem Capri vertreten, das kein Schwestermodell bei der Marke Ford hatte.

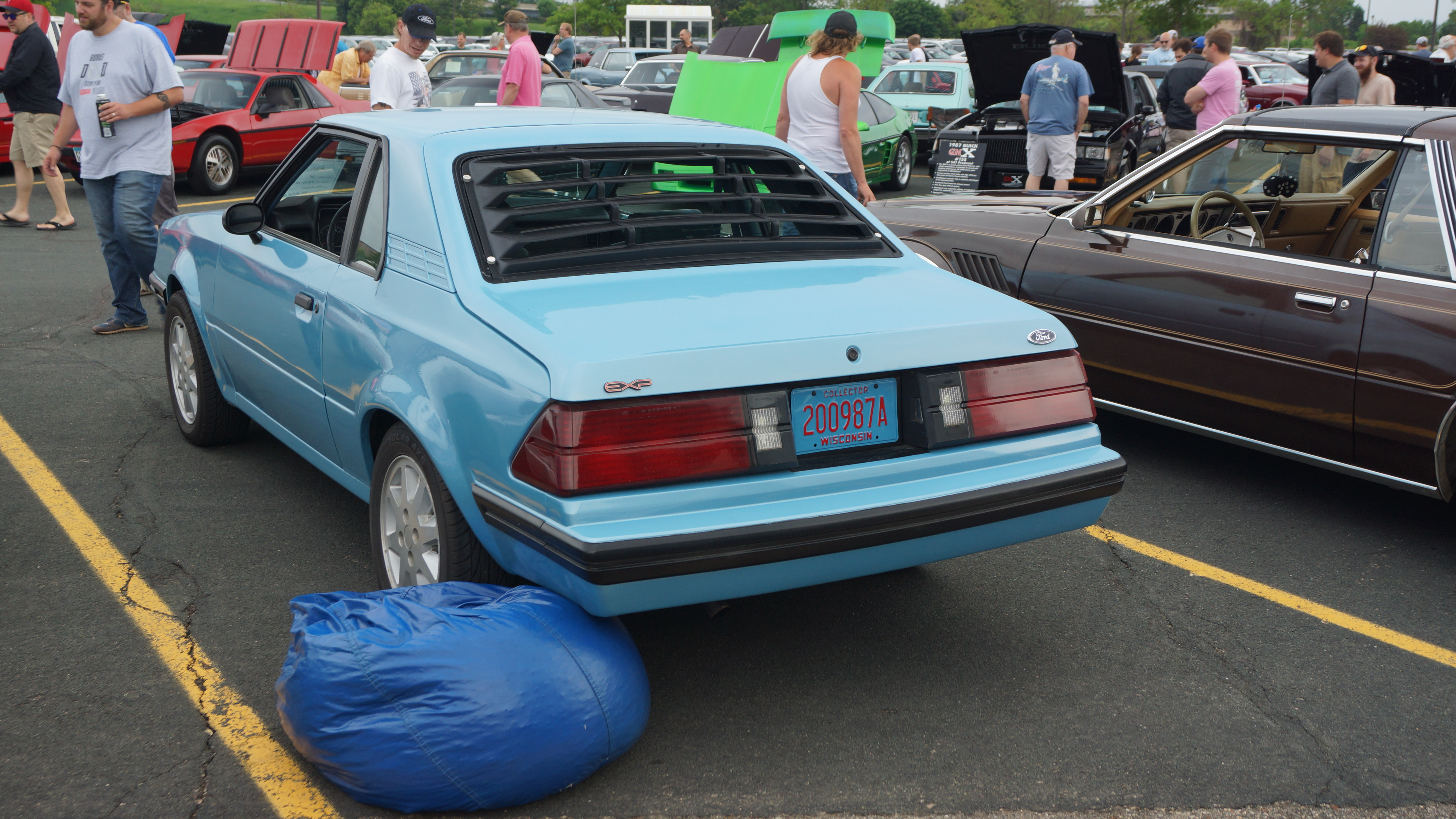
Heckansicht EXP
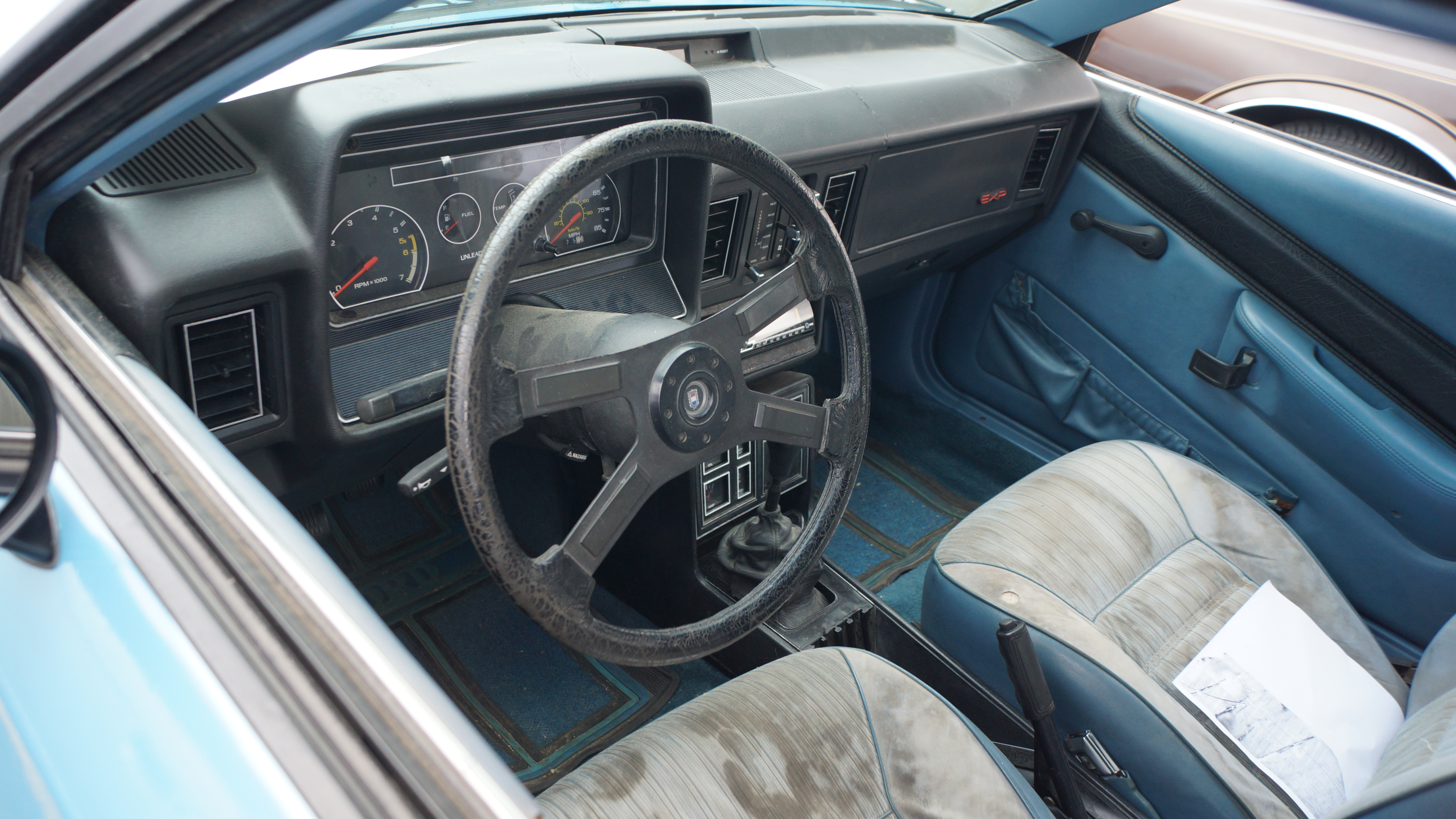
Innenraumansicht
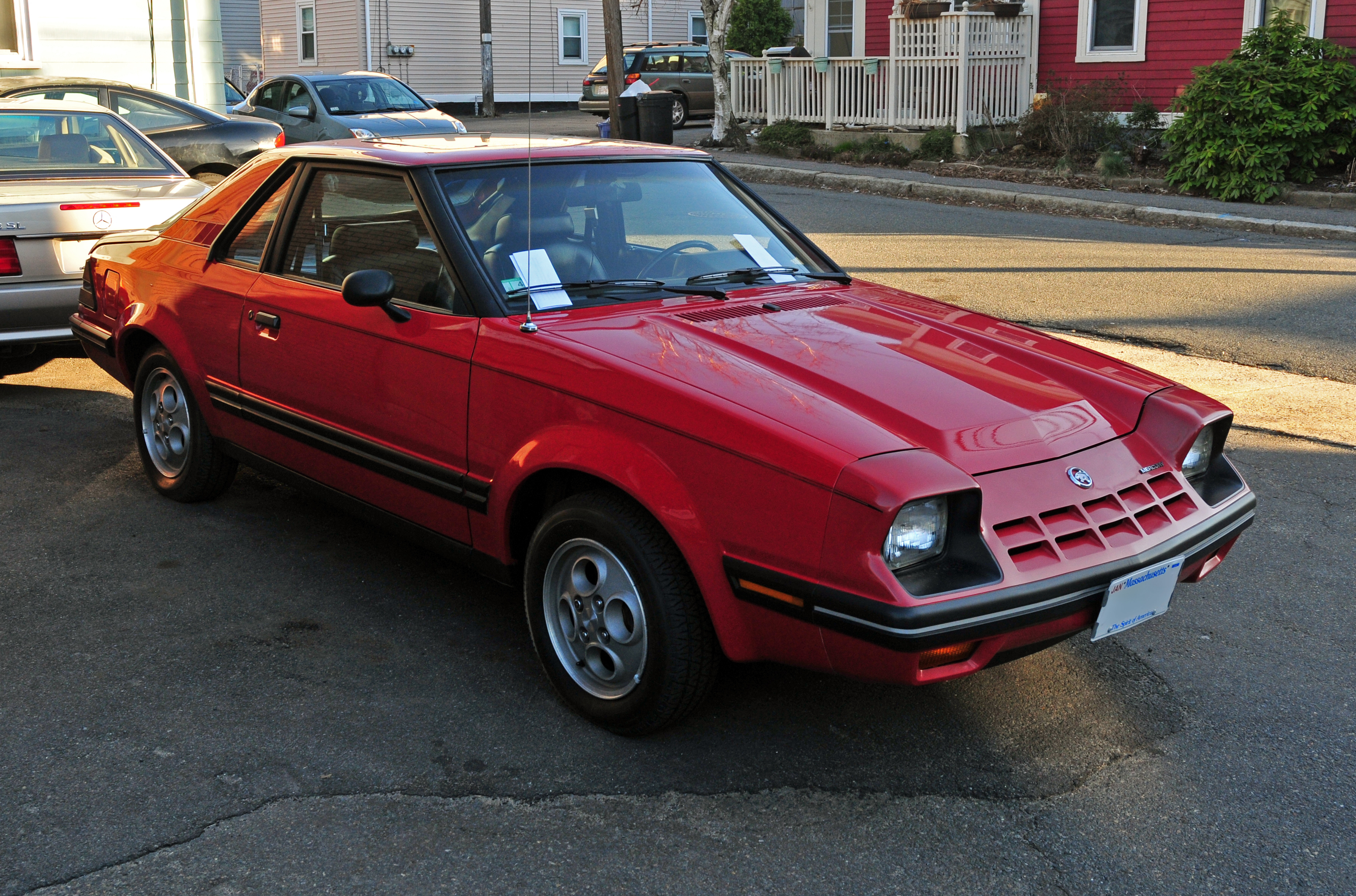
Mercury LN7 Sport Coupe

## Escort EXP (1986–1988)
Erst im Frühjahr 1986 erschien die zweite Generation, nun offiziell Escort EXP genannt, mit komplett neuer Frontpartie; die „Froschaugen“ des Urmodells wichen größeren, nicht mehr in Höhlen liegenden Einheiten. Angeboten wurden ein Luxury Coupe und ein Sport Coupe, beide angetrieben von einem 1,9 Liter großen Reihenvierzylinder, der im Luxury Coupe 87, als Einspritzer im Sport Coupe hingegen 109 PS leistete.
1987 erhöhten sich die Leistungswerte auf 91 bzw. 117 PS. Im Modelljahr 1988 war das Sportcoupé vorübergehend nicht lieferbar, wurde aber im Frühjahr 1988 wieder eingeführt.
Im Oktober 1988 endete die EXP-Produktion. Bis dahin waren vom EXP etwa 250.000 Exemplare entstanden.

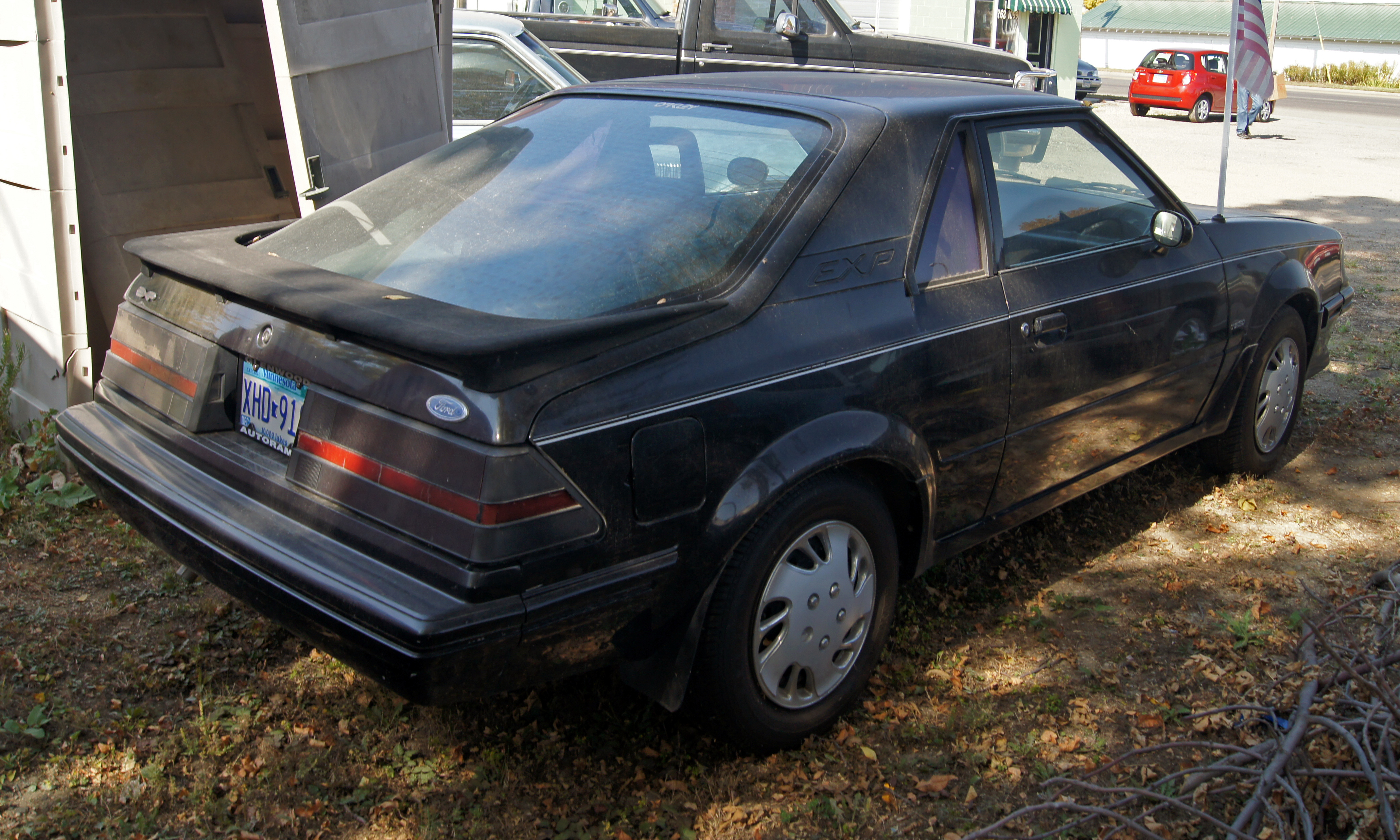
Heckansicht